# Mise au placard
Une mise au placard (également connue sous le nom de placardisation) est une stratégie moderne de gestion de sortie des employés par laquelle les employés sont transférés vers un autre service où on leur attribue un travail sans intérêt jusqu'à ce qu'ils se découragent et démissionnent,,,.
Étant donné que la démission est volontaire, l’employé ne serait pas admissible à certains dédommagement. La légalité et l’éthique de cette pratique sont discutables et peuvent être interprétées comme un licenciement déguisé.
Cette pratique, qui n’est pas officiellement reconnue, est courante au Japon, pays doté d’une législation du travail solide et d’une tradition d’ emploi permanent.